# Taiko (Yoshikawa)
Der Roman Taiko (jap. 新書太閤記, Shinsho Taikōki) des japanischen Schriftstellers Yoshikawa Eiji beschreibt die Epoche der japanischen Reichseinigung, welche mit der am Anfang von Musashi dargestellten Schlacht von Sekigahara endet.
Die wichtigsten Personen dieses nach historischen Fakten erstellten Romans sind Fürst Oda Nobunaga, dessen General und Nachfolger Toyotomi Hideyoshi und der spätere Shōgun Tokugawa Ieyasu. Toyotomi Hideyoshi vollendete zwar die Reichseinigung, erfüllte jedoch wegen seiner bürgerlichen Herkunft nicht die Voraussetzungen, Shōgun zu werden. Deshalb wurde ihm vom Kaiser der zivile Titel Taikō (太閤) verliehen.
Der Roman erschien 1941 bei Shinchōsha. Eine deutsche Übersetzung von Annette Burkhardt (ISBN 3-8135-0303-8) erschien 1993 im Albrecht Knaus Verlag.